# Kechrókambos
Kechrókambos, en grec moderne : Κεχρόκαμπος, appelé Dárova (Δάροβα) jusqu'en 1926, est un village du dème de Néstos dans le district régional de Macédoine-Orientale-et-Thrace en Grèce.
Selon le recensement de 2011, la population du village compte 359 habitants.